# Upsilon Ursae Majoris
Upsilon Ursae Majoris (29 Ursae Majoris) é uma estrela na direção da constelação de Ursa Major. Possui uma ascensão reta de 09h 50m 59.69s e uma declinação de +59° 02′ 20.8″. Sua magnitude aparente é igual a 3.78. Considerando sua distância de 115 anos-luz em relação à Terra, sua magnitude absoluta é igual a 1.04. Pertence à classe espectral F0IV. É uma estrela variável δ Scuti.